# Kumiko Ogura
Kumiko Ogura –en japonés, 小椋久美子, Ogura Kumiko– (Kawagoe, 5 de julio de 1983) es una deportista japonesa que compitió en bádminton, en la modalidad de dobles.
Ganó una medalla de bronce en el Campeonato Mundial de Bádminton de 2007. Participó en los Juegos Olímpicos de Pekín 2008, ocupando el quinto lugar en la prueba de dobles.

## Palmarés internacional
| Campeonato Mundial | Campeonato Mundial     | Campeonato Mundial | Campeonato Mundial |
| Año                | Lugar                  | Medalla            | Prueba             |
| ------------------ | ---------------------- | ------------------ | ------------------ |
| 2007               | Kuala Lumpur (Malasia) | Medalla de bronce  | Dobles             |